# Hook Island (Biscoe-Inseln)
Hook Island (von englisch hook ‚Haken‘) ist eine Insel im Archipel der Biscoe-Inseln westlich des Grahamlands auf der Antarktischen Halbinsel. Sie liegt 1,5 km nordöstlich der Vieugué-Insel.
Teilnehmer der British Graham Land Expedition (1934–1937) unter der Leitung des australischen Polarforschers John Rymill kartierten sie. Das UK Antarctic Place-Names Committee benannte sie 1959 deskriptiv nach ihrer Form.